# Tim Friese-Greene
Timothy Alan Friese-Greene (Leicester, 3 febbraio 1955) è un compositore, musicista e produttore discografico britannico.

## Biografia
Friese-Greene esordisce nel 1981 suonando le tastiere con i Praying Mantis e producendo il loro album Time Tells No Lies. Nel 1982 co-produce il secondo album di Thomas Dolby The Golden Age of Wireless (che conteneva il singolo She Blinded Me with Science), mentre nel 1983 produce l'album dei Blue Zoo Two By Two. Produce un buon numero di canzoni dei Tight Fit, tra cui la cover di The Lion Sleeps Tonight (per tre settimane al primo posto delle chart inglesi all'inizio del 1982) e la seguente Fantasy Island (che raggiunge la quinta posizione in classifica), e inoltre produce e scrive la maggior parte delle canzoni del loro album d'esordio (l'omonimo Tight Fit).
L'incontro che segna la svolta nella sua carriera sarà quello con Mark Hollis e il suo gruppo, i Talk Talk: Friese-Greene produce, suona ed è coautore di quattro album del gruppo tra il 1984 e il 1991: It's My Life, The Colour of Spring, Spirit of Eden e Laughing Stock. È tuttavia un  musicista solo occasionale nei tour e nelle esibizioni live del gruppo, e rifiuta di comparire in video musicali e sessioni fotografiche.
In seguito collabora con il gruppo Catherine Wheel, di cui nel 1992 produce l'album Ferment e con cui suona le tastiere negli album successivi. Dal 1996 intraprende una carriera solista con il nome Heligoland, e con questo nome d'arte realizza un EP e due album, componendo la maggior parte delle musiche e suonando la maggior parte degli strumenti.
Nel 2009, per l'album 10 Sketches For Piano Trio, compare per la prima volta con il suo nome. Nel febbraio 2010 comunica dal suo sito web di dovere interrompere la realizzazione del nuovo album per una grave forma di acufene, tuttavia nel maggio dello stesso anno annuncia di aver ripreso il lavoro sull'album, seppur rinunciando per il mixaggio all'uso delle cuffie. Nel settembre dello stesso anno scopre di avere una grave forma di melanoma allo stato avanzato. La malattia lo porta quindi ad abbandonare definitivamente le scene musicali interrompendo la registrazione dell'album che rimarrà incompleto.

## Discografia

### Heligoland
- Creosote & Tar (1997, EP)
- Heligoland (2000)
- Pitcher, Flask & Foxy Moxie (2006)

### Da solista
- 10 Sketches For Piano Trio (2009)